# Drooggemaakte Veender en Lijkerpolder
De Drooggemaakte Veender- en Lijkerpolder is en polder en een voormalig waterschap in de Nederlandse provincie Zuid-Holland, in de gemeente Kaag en Braassem.
Het waterschap was verantwoordelijk voor de vervening, drooglegging en later de waterhuishouding in de polders.

## Polders
De Goote Veenderpolder was opgericht op 3 juni 1632, de Lijkerpolder 24 juni 1634. In 1649 werden de polders gecombineerd met de Googerpolder en enkele delen van de gebieden die buiten de bedijking vielen werden in een apart bestuur ondergebracht, de Veender- en Lijkerpolder buiten bedijking. Op 1 mei 1717 werden de polders weer van de Googerpolder losgemaakt. Op 5 maart 1744 werden de polders samengevoegd om droog te malen, waarbij onder andere twee twaalfkantige stenen molens zijn gebruikt, de Lijkermolen No 1 en de Lijkermolen No 2 uit 1780. De drooglegging was in 1784 voltooid.